# Tanquana
Tanquana es un género con tres especies de plantas suculentas perteneciente a la familia Aizoaceae.

## Taxonomía
Tanquana fue descrito por H.E.K.Hartmann & Liede, y publicado en Bot. Jahrb. Syst. 106: 479 (1986). La especie tipo es: Tanquana archeri (L.Bolus) H.E.K.Hartmann & Liede (Pleiospilos archeri L.Bolus)

## Especies
- Tanquana archeri
- Tanquana hilmarii
- Tanquana prismatica